# Orazio di Giampaolo Baglioni
Pour les articles homonymes, voir Baglioni.
Orazio di Gianpaolo Baglioni (en français Horace Baglione) (Pérouse, 1496 - Pouilles, mai 1528), est un condottiere italien. Il ne doit pas être confondu avec Orazio Baglioni autre condottiere de la famille (mort en 1617 enterré à Venise)

## Biographie
Issu d'une famille de condottieri de Pérouse, Orazio di Giampaolo Baglioni combat dans les rangs des bandes noires de Jean de Médicis. Il en prend le commandement après la mort de celui-ci à la bataille de Borgoforte.
Il assiste Renzo di Ceri pour tenter d'organiser au début de mai 1527 la défense de Rome menacée par les troupes du connétable de Bourbon. Réfugié dans le château Saint-Ange à partir du 6 mai, il assiste au sac de la cité par les lansquenets et les Espagnols.
En juillet 1527, à la demande de la république de Florence, il reprend le commandement des Bandes Noires avec lesquelles il rejoint bientôt l'armée française du maréchal de Lautrec pour participer au siège de Naples 
Il est tué le 23 mai 1528 dans une embuscade qui lui est tendue près de la porte Saint-Janvier à Naples.